# On the Job
On the Job (bra: Sicários: Sindicato do Crime) é uma minissérie filipina criada por Erik Matti e Michiko Yamamoto para a HBO Asia. Trata-se de uma adaptado do filme de mesmo nome de 2013 e sua sequência On the Job: The Missing 8, ambos dirigidos por Matti. Além disso, os dois primeiros episódios são uma versão reeditada e remasterizada do primeiro filme. Estreou na HBO Go em 12 de setembro de 2021.

## Elenco
- Joel Torre como Mario "Tatang" Maghari
- John Arcilla como Sisoy Salas
- Joey Marquez como Sgt. Joaquin Acosta
- Dennis Trillo como Roman Rubio
- Piolo Pascual como Francis Coronel Jr.
- Gerald Anderson como Daniel
- Leo Martinez como General Pacheco
- Dante Rivero como Prefeito Pedring Eusebio
- Rayver Cruz como Bernabe

## Lançamento
On the Job foi lançado como uma minissérie original da HBO Asia em seu serviço de streaming HBO Go. Os três primeiros episódios foram lançados em 12 de setembro de 2021, com episódios subsequentes lançados aos domingos até 3 de outubro de 2021.

## Prêmios e indicações
| Ano  | Prêmio                  | Categoria                      | Resultado |
| ---- | ----------------------- | ------------------------------ | --------- |
| 2022 | Emmy Internacional 2022 | Melhor Telefilme ou Minissérie | Indicado  |